# Mont Midori
Le mont Midori (緑岳, Midori-dake), aussi appelé mont Matsuura (松浦岳, Matsuura-dake), est une montagne culminant à 2 020 m d'altitude dans le groupe volcanique Daisetsuzan des monts Ishikari en Hokkaidō au Japon.